# Megan Imrie
Megan Imrie (* 14. Februar 1986 in Kenora, Ontario) ist eine ehemalige kanadische Biathletin.

## Karriere
Megan Imrie lebt in Falcon Lake, startete für Falcon Sports Club und trainierte in Canmore, Alberta bei Geret Coyne und Matthias Ahrens. Ab 2002 gehörte sie zum Nationalkader Kanadas, seit 2004 nahm sie an internationalen Wettkämpfen im Juniorenbereich teil. In Méribel debütierte sie im Junioren-Europacup, in Haute-Maurienne startete sie bei ihren ersten von vier Junioren-Weltmeisterschaften. Bestes Ergebnis war der 21. Rang im Sprint. Die Junioren-Weltmeisterschaften 2005 in Kontiolahti und 2006 in Presque Isle brachten keine nennenswerten Ergebnisse. Erst bei ihren letzten Junioren-Welttitelkämpfen in Martell erreichte sie mit Rang zehn im Einzel, 16 im Sprint, 20 in der Verfolgung und sieben mit der Staffel erreichte sie bessere Ergebnisse. Bei den Nordamerikanischen Juniorenmeisterschaften wurde Imrie 2006 Siegerin der Verfolgung, Zweite im Sprint und Vierte im Einzel. Beim Nordamerika-Cup der Junioren gewann sie die Gesamtwertung.
National gewann Imrie bei den Erwachsenen 2005 den kanadischen Meistertitel mit der Staffel und wurde Vizemeisterin im Sprint und Massenstart. Im Jahr darauf gewann sie den Titel in der Verfolgung, nachdem sie schon im Sprint Vizemeisterin wurde. Hinzu kam Bronze im Einzel. 2007 gewann sie in Charlo die Titel im Einzel, Sprint und der Verfolgung. Im selben Jahr debütierte sie in Nové Město na Moravě im Biathlon-Europacup. Im Sprint erreichte sie Rang 18, in der Verfolgung wurde sie Achte. Zum Auftakt der Saison 2007/08 gab Imrie auch ihren Einstand im Biathlon-Weltcup. In Kontiolahti belegte die Kanadierin den 76. Rang im Einzel. Bei der dritten Weltcup-Station in Pokljuka konnte sie als 49. im Sprint ihr bislang bestes Ergebnis im Weltcup erreichen. Höhepunkt der ersten Saison im Seniorenbereich wurde die Teilnahme an den Biathlon-Weltmeisterschaften 2008 in Östersund, wo Imrie in vier Wettbewerben eingesetzt wurde. Mit der Mixed-Staffel wurde sie an der Seite von Megan Tandy, Robin Clegg und Jean-Philippe Leguellec 15., im Staffelwettbewerb der Frauen mit Tandy, Zina Kocher und Sandra Keith 19. Im Einzel konnte sie 51. werden, im Sprint 75. Zum Ende der Saison gewann sie den kanadischen Meistertitel im Einzel. Im Sommer 2008 gewann sie Gold in Sprint und Verfolgung sowie Silber hinter Kocher bei den Rollskie-Nordamerika-Meisterschaften. In Hochfilzen verpasste Imrie 2009 als 41. noch um einen Rang ihrem ersten Punkt im Weltcup. Imrie nahm an den Olympischen Winterspielen 2010 teil. Ihr bestes Resultat war der 62. Platz im Einzel. Mit der Staffel belegte sie Rang 15. Nach den Spielen gewann sie in Kontiolahti als 32. eines Sprints erstmals Weltcuppunkte. Diese Leistung bestätigte sie in der nacholympischen Saison bei einem Sprint in Pokljuka. In der Saison 2011/12 verbesserte sie ihre Bestleistung bei einem Sprint in Hochfilzen zunächst auf den 25. Platz, später erreichte sie als 20. eines Einzels in Nové Město ihre erste Platzierung unter den besten 20, wenig später verbesserte sie sich nochmals auf Rang 17. bei einem Sprint am Holmenkollen in Oslo – die beste Platzierung ihrer Karriere.
Nach den Olympischen Winterspielen 2014 in Sotschi, wo Imrie sich durchweg auf den Rängen zwischen 27 und 31 platzierte und zum einzigen Mal auch an einem Verfolgungsrennen teilnahm, beendete sie ihre Karriere.

## Sonstiges
Um für ihren Sport Geld zu sammeln, nahm Imrie 2008 am Bold-Beautiful-Biathlon-Kalender-Projekt teil.

## Biathlon-Weltcup-Platzierungen
Die Tabelle zeigt alle Platzierungen (je nach Austragungsjahr einschließlich Olympische Spiele und Weltmeisterschaften).
- 1.–3. Platz: Anzahl der Podiumsplatzierungen
- Top 10: Anzahl der Platzierungen unter den ersten zehn (einschließlich Podium)
- Punkteränge: Anzahl der Platzierungen innerhalb der Punkteränge (einschließlich Podium und Top 10)
- Starts: Anzahl gelaufener Rennen in der jeweiligen Disziplin
- Staffel: inklusive Mixed- und Single-Mixed-Staffeln

| Platzierung         | Einzel | Sprint | Verfolgung | Massenstart | Staffel | Gesamt |
| ------------------- | ------ | ------ | ---------- | ----------- | ------- | ------ |
| 1. Platz            |        |        |            |             |         |        |
| 2. Platz            |        |        |            |             |         |        |
| 3. Platz            |        |        |            |             |         |        |
| Top 10              |        |        |            |             | 9       | 9      |
| Punkteränge         | 3      | 10     | 4          | 1           | 26      | 44     |
| Starts              | 21     | 45     | 15         | 1           | 26      | 108    |
| Stand: Karriereende |        |        |            |             |         |        |